# Rabenau (Saksonia)
Rabenau – miasto w Niemczech, w kraju związkowym Saksonia, w okręgu administracyjnym Drezno, w powiecie Sächsische Schweiz-Osterzgebirge.

## Współpraca
Miejscowość partnerska:
- Rabenau, Hesja